# Николаевка (Петровский район, Саратовская область)
Николаевка — село в Петровском районе Саратовской области, входит в состав сельского поселения Грачёвское муниципальное образование.

## География
Находится на расстоянии примерно 9 километров по прямой на северо-запад от северной границы районного центра города Петровск. 

## История
Официальная дата основания 1802 год. По другим данным деревня была основана в 1796 году генерал-майором, тайным советником, сенатором государственной камер-коллегии Петром Александровичем Соймоновым. По данным 1859 года в деревне в 41 домохозяйстве проживали 350 человек. В 1910 году в деревне насчитывалось 108 дворов и 661 житель.

## Население
Постоянное население составило 263 человека (русские 94%) в 2002 году, 206 в 2010.